# Kemencehalacska
A kemencehalacska (Thermobia domestica) a rovarok osztályán belül az szárnyatlan rovarok (Apterygota) alosztályába, a sertefarkúak (Thysanura) rendjébe és a pikkelykefélék (Lepismatidae) családjába tartozó állat. Nevét jellegzetes élőhelyéről és külsejéről kapta.

## Előfordulása
Rokonához, az ezüstös pikkelykéhez (Lepisma saccharina) hasonlóan kozmopolita faj.

## Megjelenése
A kemencehalacska apró termetű rovar: hosszúkás, fejénél gömbölyded, hátsó részén hegyes teste mindössze 10–15 mm hosszú. Hátsó részéhez három, körülbelül hasonló hosszúságú függelék csatlakozik: két fartoldalék (cercus) és a közöttük húzódó végfonal (filum terminale), fején pedig az összetett szemek és a rágó szájszerv mellett két hosszú csápja van. Testét mintegy negyvenezres nagyságrendben pikkelyek borítják, melyek alapvetően sötétszürkék vagy barnásak fekete és fehér foltokkal.

## Életciklusa

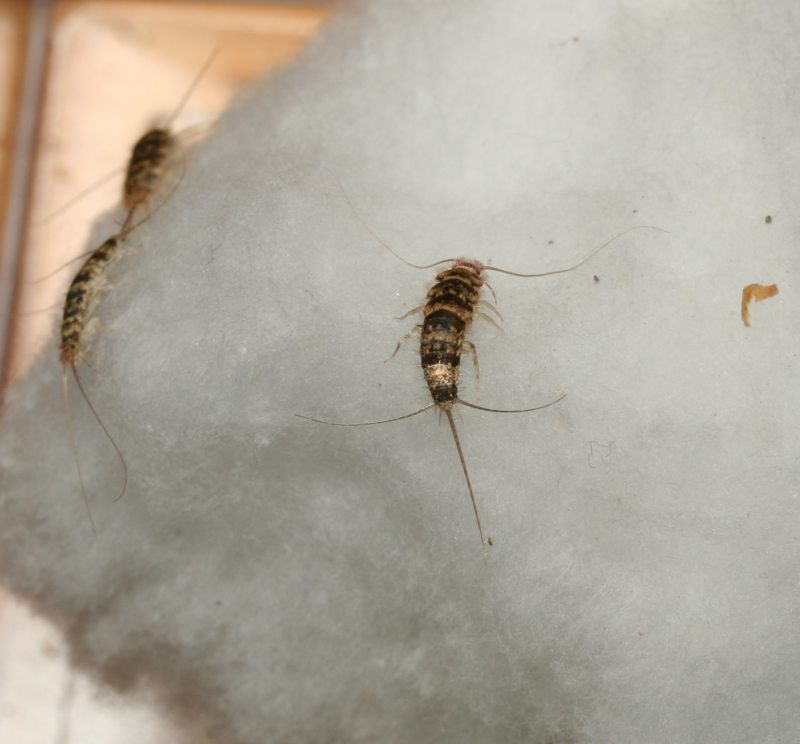
Táplálkozó kemencehalacskák

A kemencehalacska peteként kezdi életét. Ebből 12-13 nap alatt kel ki a kifejlett példányokra emlékeztető lárva, amely mintegy 12 vedlést követően, két-négy hónap alatt éri el az imágóállapotot (kifejlés). A faj a meglehetősen magas hőmérsékletet kedveli (38 °C az optimális számára, de egy ideig 50 °C-on életben marad) és sötétben aktív. Keményítőben gazdag táplálékot fogyaszt. Ezen tulajdonságai révén ideális élőhelyet jelentenek számára a konyhák és sütődék, ahol kellemes meleg és liszt áll a rendelkezésére, de kazánok és melegvíz-vezetékek környékén is megtalálható. Az élelmiszerekben ritkán tesz kárt, a lakásokban inkább papírt (különösen ragasztott könyveket) rágcsál. Akár két-három évig is tartó (átlagosan egy-másfél éves) élete során az imágó mintegy negyven-hatvan alkalommal vedlik. Szaporodásakor repedésekbe, nyiladékokba rakja mintegy 50-150 petéjét, amelyek csomókban és külön-külön egyaránt állhatnak.

### Magyar nyelven
- Kártevők a Bábolna Bio honlapján
- A Magyar Egészségügyi Gázmesterek Egyesületének honlapja

### Angol nyelven
- A University of Florida lapja
- Pikkelykék és kemencehalacskák a Kansas State University honlapján[halott link]